# 暦注
暦注（れきちゅう）とは、暦に記載される日時・方位などの吉凶、その日の運勢などの事項のことである。

## 概要
暦注の大半は、陰陽五行説、十干十二支（干支）に基づいたものである。一般に、暦の上段には日付・曜日・二十四節気、七十二候などの科学的・天文学的な事項や年中行事が書かれ、中段には十二直、下段には選日・二十八宿・九星・暦注下段などの事項が書かれる。また、六曜は日付の下に書かれることが多いが、これも暦注に入れる。
暦注の日取りを決める方法を撰日法という。